# Beam of Prism
Beam of Prism là mini album đầu tay của nhóm nhạc nữ Hàn Quốc Viviz. Mini album được phát hành vào ngày 9 tháng 2 năm 2022 thông qua BPM Entertainment, bao gồm 7 bài hát với "Bop Bop!" là bài hát chủ đề.

## Bối cảnh và phát hành
Ngày 6 tháng 10 năm 2021, có thông báo rằng Eunha, SinB và Umji — các cựu thành viên của GFriend — đã ký hợp đồng với BPM Entertainment và sẽ ra mắt với tư cách là một bộ ba. Ngày 24 tháng 1 năm 2022, BPM Entertainment thông báo bộ ba sẽ ra mắt vào đầu tháng 2 năm 2022 với mini album đầu tay Beam of Prism. Trong 2 ngày sau, lịch trình quảng bá được phát hành. Ngày 29 tháng 1, đoạn video cho mood sampler được phát hành. Ngày 2 tháng 2, danh sách bài hát được phát hành với "Bop Bop!" là bài hát chủ đề. Sau 4 ngày, đoạn giới thiệu cho những phân đoạn nổi bật được phát hành. Đoạn giới thiệu cho video âm nhạc cho "Bop Bop!" được phát hành vào ngày 7 và 8 tháng 2.

## Sáng tác
"Bop Bop!" được mô tả là một bài hát thuộc thể loại nhạc pop dance "hỗn hợp" với "nhịp điệu kiểu latin và [nhịp điệu] disco" với lời bài hát kể về "khát vọng thưởng thức âm nhạc [của nhóm]". "Fiesta" được mô tả là một bài hát nhạc pop "retro" với "bầu không khí nhẹ nhàng". "Tweet Tweet" được mô tả là một bài hát có "ca từ táo bạo" được đặc trưng bởi "[nhịp điệu] ấn tượng, độc đáo và vui nhộn". "Lemonade" được mô tả là một bài hát R&B với "[nhịp điệu] gợi nhớ đến những năm 1990". "Love You Like" được mô tả là một bài hát có "điệp khúc lặp đi lặp lại" được đặc trưng bởi "giọng hát mộc mạc của các thành viên" với lời bài hát kể về "lòng biết ơn và tình yêu của các thành viên đối với người hâm mộ đã chờ đợi từ lâu". Umji cũng tham gia viết lời cho "Love You Like". "Mirror" được mô tả là một bài hát có "sự dàn dựng của dàn nhạc đầy cảm xúc và giai điệu trữ tình".

## Danh sách bài hát
| Danh sách bài hát cho Beam of Prism | Danh sách bài hát cho Beam of Prism | Danh sách bài hát cho Beam of Prism | Danh sách bài hát cho Beam of Prism                                    | Danh sách bài hát cho Beam of Prism                       | Danh sách bài hát cho Beam of Prism |
| STT                                 | Nhan đề                             | Phổ lời                             | Phổ nhạc                                                               | Biên khúc                                                 | Thời lượng                          |
| ----------------------------------- | ----------------------------------- | ----------------------------------- | ---------------------------------------------------------------------- | --------------------------------------------------------- | ----------------------------------- |
| 1.                                  | "Intro"                             |                                     | Lim Soo-ho (PaperMaker) Woong Kim (PaperMaker) PaperMaker              | Lim Soo-ho (PaperMaker) Woong Kim (PaperMaker) PaperMaker |                                     |
| 2.                                  | "Bop Bop!"                          | Hwang Yu-bin Mi Lee-mu (PaperMaker) | Lim Soo-ho (PaperMaker) Woong Kim (PaperMaker) Anna Timgren PaperMaker | Lim Soo-ho (PaperMaker) Woong Kim (PaperMaker) PaperMaker |                                     |
| 3.                                  | "Fiesta"                            | Danke (lalala Studio)               | Ryan S. Jhun Scott Russell Stoddart Daniel Kim Kuzzi                   | Ryan S. Jhun Scott Russell Stoddart                       |                                     |
| 4.                                  | "Tweet Tweet"                       | Hwang Yu-bin                        | Moonshine Kim Yeon-seo Ellen Berg                                      | Moonshine                                                 |                                     |
| 5.                                  | "Lemonade"                          | Lee Yi-jin (153/Joombas)            | David Amber (153/Joombas) Andreas Öberg                                | David Amber (153/Joombas)                                 |                                     |
| 6.                                  | "Love You Like"                     | Lee Seu-ran Umji                    | Ryan S. Jhun Jeppe London Bilsby Celine Svanbäck Svea Kågemark         | Ryan S. Jhun Jeppe London Bilsby                          |                                     |
| 7.                                  | "Mirror" (tiếng Hàn: 거울아)        | Yoske                               | EastWest Yoske                                                         | EastWest                                                  |                                     |

Ghi chú
- "Bop Bop!" được viết cách điệu là "BOP BOP!"

## Lịch sử phát hành
| Quốc gia | Ngày             | Định dạng                       | Hãng đĩa  |
| -------- | ---------------- | ------------------------------- | --------- |
| Toàn cầu | 9 tháng 2, 2022  | Tải kỹ thuật số phát trực tuyến | BPM Kakao |
| Hàn Quốc | 10 tháng 2, 2022 | CD                              | BPM Kakao |